# 大和高田市立看護専門学校

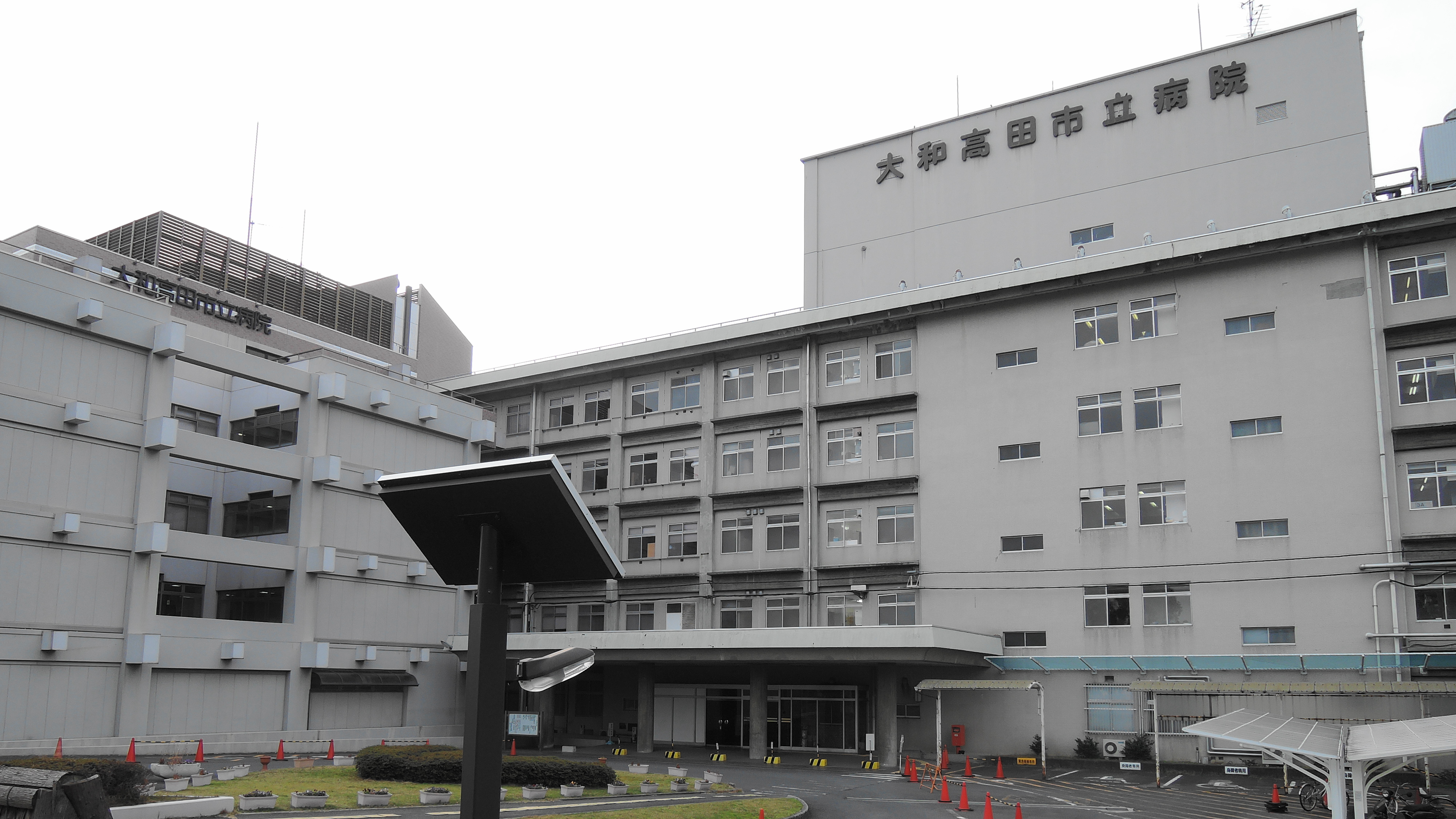
同一敷地に所在する大和高田市立病院

大和高田市立看護専門学校（やまとたかだしりつかんごせんもんがっこう）は、奈良県大和高田市にある専修学校である。

## 概要
大和高田市立看護専門学校は、保健師助産師看護師法に基づく看護師を養成するため設置され、看護師となるために必要な知識及び技術を修得させ、地域住民の保健・医療・福祉に貢献しうる人間性豊かな人材を育成することを目的としている。大和高田市立病院と同一敷地に所在している。

## 沿革
- 1968年 大和高田市民病院准看護婦養成所として開校
- 1971年 大和高田市立高等看護学院と改称
- 1977年 現校名となる
- 1986年 3年制となる

## 課程及び学科
- 医療専門課程（３年課程）[6]
  - 看護学科（90人:各学年ごとに30人）

## 卒業後の資格
- 看護師国家試験受験資格[7]
- 保健師、助産師学校受験資格[7]
- 専門士の称号付与[7]
- 大学への編入試験受験資格[7]

## 所在地
- 〒635-0094 奈良県大和高田市磯野北町1番1号

最寄り駅は、近鉄南大阪線「高田市駅」